# Taylor J-2
El Taylor J-2 Cub (más tarde también conocido como Piper J-2 Cub) fue un avión ligero biplaza estadounidense que fue diseñado y construido por la Taylor Aircraft Company. La compañía se convirtió en Piper Aircraft Company y el J-2 fue el primero de una larga lista de diseños relacionados con el Piper Cub.

## Desarrollo

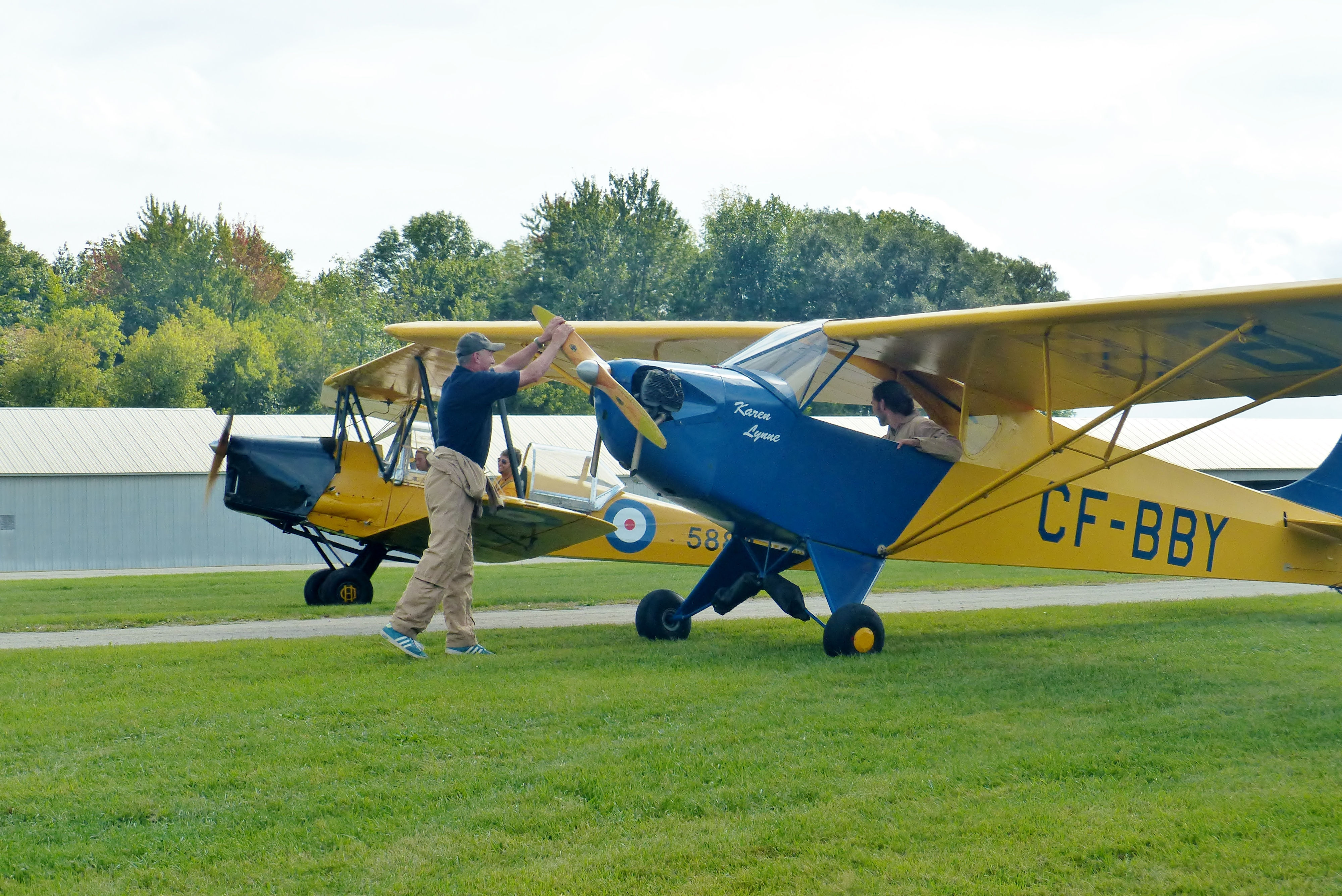
J-2 Cub construido en 1936 en Guelph Airpark, Canadá, en 2016.

El J-2 Cub fue un desarrollo del anterior Taylor Cub. En 1935, la Taylor Aircraft Company decidió mejorar su línea de aviones Cub, que eran angulosos y de aspecto austero e inicialmente tenían un área de cabina sin acristalar.
El nuevo J-2 tenía puntas de ala redondeadas, una aleta y un timón igualmente "redondeados" enmarcados y recubiertos de tela por separado de la estructura del fuselaje, cabina cerrada y neumáticos Goodyear "airwheel" más anchos, una variedad especial de neumáticos de baja presión para trenes de aterrizaje de aviones iniciado por la Patente USPTO n.º 1877360 de Alvin Musselmann en 1929, que se parecía al posterior neumático de tundra en apariencia general y proporciones. Propulsado por un motor de pistón Continental A-40-3 de 37 hp, el avión apareció en octubre de 1935 y el Certificado de Tipo se emitió el 14 de febrero de 1936. A partir de septiembre de 1936 se cambió el motor por un Continental A-40-4 de 40 hp. Se produjo un subtipo, el J-2S, que era una versión equipada con flotadores.
En 1935, Clarence Gilbert Taylor dejó la empresa para fundar otra constructora de aviones que se convertiría en Taylorcraft . William T. Piper compró las acciones de Taylor en la empresa. En 1936 y 1937, Aircraft Associates en California completó algunos aviones y se los conoció como Western Cub.
En 1937, la fábrica Piper original, una antigua fábrica de seda renovada en Bradford (Pensilvania), fue destruida por un incendio y la empresa se trasladó a Lock Haven, Pensilvania. La producción se reinició en mayo de 1937 y la empresa pasó a llamarse Piper Aircraft Corporation en noviembre del mismo año.

## Historia operacional

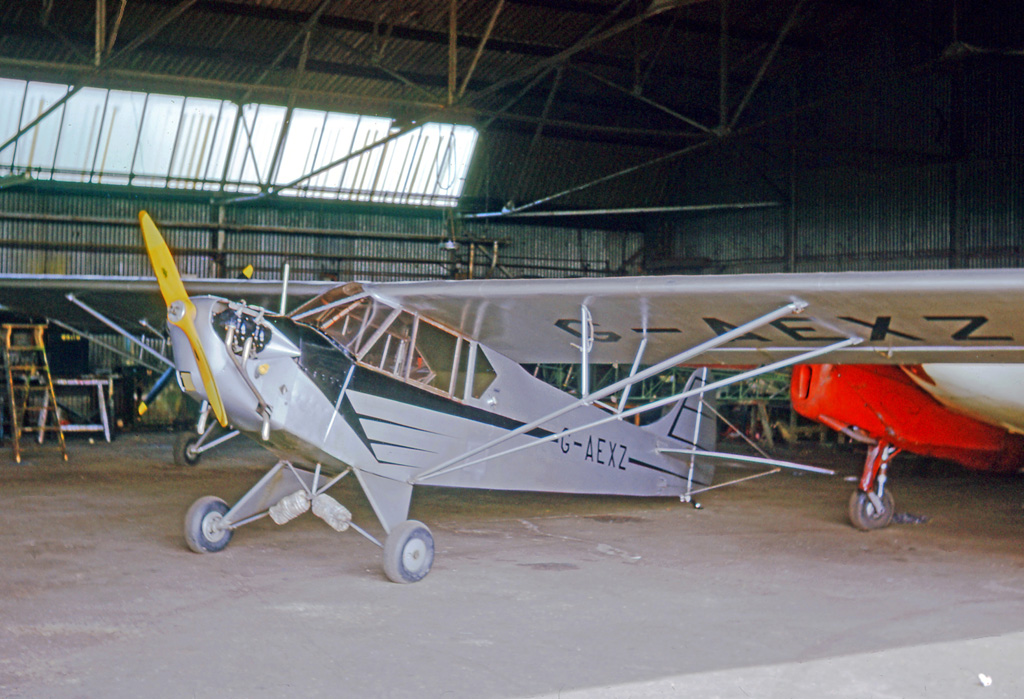
Piper J-2 Cub construido en 1938 en el aeródromo de Fair Oaks, Inglaterra, en 1965.

El último de los 1207 J-2 se completó en 1938, cuando comenzó la producción del J-3 Cub. Se exportaron numerosos J-2 Cub a Europa, incluido el Reino Unido. El tipo fue volado principalmente por propietarios privados.
Más de 100 Taylor y Piper J-2 permanecían en el registro de aeronaves civiles de Estados Unidos en 2009.

## Variantes
J-2
Avión ligero de ala alta.
J-2S
Versión del J-2 con flotadores.
Dudek V-1 Sportplane
Un ala baja construido en casa basado en el J-2.

## Especificaciones (J-2 Cub)
Referencia datos: Specifications of American Airplanes

### Características generales
- Tripulación: Uno (piloto)
- Capacidad: Un pasajero
- Longitud: 6,8 m (22,4 ft)
- Envergadura: 10,7 m (35,2 ft)
- Altura: 2 m (6,7 ft)
- Superficie alar: 16,6 m² (178,5 ft²)
- Peso vacío: 255 kg (562 lb)
- Peso cargado: 440 kg (969,8 lb)
- Planta motriz: 1× motor bóxer de 4 cilindros refrigerado por aire Continental A-40-3.
  - Potencia: 28 kW (39 HP; 38 CV)
- Hélices: Bipala de madera de paso fijo
- Capacidad de combustible: 34 L

### Rendimiento
- Velocidad máxima operativa (Vno): 140 km/h (87 MPH; 76 kt)
- Velocidad crucero (Vc): 110 km/h (68 MPH; 59 kt)
- Alcance: 340 km (184 nmi; 211 mi)
- Techo de vuelo: 3700 m (12 139 ft)
- Régimen de ascenso: 2,3 m/s (453 ft/min)

## Aeronaves relacionadas

### Secuencias de designación
- Secuencia Alfanumérica (interna de Piper): ← F-2 - G-2 - H-2 - J-2 - J-3/Flitfire - J-4 - J-5 →